# Morgan Ensberg
Morgan Paul Ensberg (né le 26 août 1975 à Hermosa Beach (Californie) aux États-Unis, est un joueur de baseball américain évoluant en Ligue majeure de baseball de 2000 à 2008.
Au cours de sa carrière en Ligue majeure, il a aussi joué pour les Astros de Houston, les Padres de San Diego et les Yankees de New York.

## Carrière
Morgan Ensberg a fait son entrée dans les majeures à la fin de la saison 2000. Il a évolué pour les Astros de Houston jusqu'au 31 juillet 2007, alors que l'équipe l'a transféré aux Padres de San Diego, avec qui il a terminé la saison. En 2008, il signe un contrat comme agent libre avec les Yankees de New York, dont il portera les couleurs pendant une saison.
Le 9 février 2009, il signe un contrat d'un an avec les Rays de Tampa Bay
Joueur d'avant-champ, Ensberg a été utilisé au troisième but dans la plupart des matchs qu'il a joués, mais on l'a aussi vu au premier but et à l'arrêt-court. Dans la Ligue américaine, les Yankees l'ont déjà utilisé comme frappeur désigné.
Il a connu sa meilleure saison en 2005 chez les Astros, avec 36 circuits et 101 points produits. Le 15 mai 2005, il frappe 3 coups de circuits dans une même rencontre dans un gain de 9-0 de Houston sur les Giants de San Francisco
En 2006, il a frappé 67 coups sûrs et soutiré 101 buts-sur-balles, le seul joueur des majeures cette année-là avec Barry Bonds à récolter plus de 100 buts-sur-balles et un nombre inférieur de coups sûrs.